# ラ・セウ・ドゥルジェイ
ラ・セウ・ドゥルジェイ （カタルーニャ語: La Seu d'Urgell）は、スペイン・カタルーニャ州リェイダ県にあるムニシピオ（基礎自治体）。アルト・ウルジェイ郡の中心自治体である。カスティーリャ語表記はSeo de Urgelでセオ・デ・ウルヘル。日本ではウルヘルと短縮して表記されることがある。

## 概要
スペイン領ピレネーで最多の人口を持つ。カタルーニャ君主国 (ca) 時代の封土 (ca)、アルト・ピリネウ・イ・アラン（ピレネー高地およびアラン谷）の首都または副首都とされていた（プッチサルダー、トレムと同格）。 
かつて旧ウルヘル県の県都であった。カトリック教会のラ・セウ・ドゥルジェイ司教座が置かれ、司教はアンドラ公国の共同統治者を務めている（ウルヘル司教を参照）。
町の名前は、ラテン語の地名villa SedisまたはSedes Urgelli（UrgelletまたはUrgellは、歴史的な領土名である）に由来する。Sedesは、町がラ・セウ・ドゥルジェイ司教の本拠地であることを意味している。12世紀以来あるサンタ・マリア・ドゥルジェイ聖堂は、市内のカステイシウタ地区にあり、司教座が置かれている。
町はセグレ谷の中にある。2つの河川、バリラ川、セグレ川が流れており、カディ山脈が見える。

## 人口
| ラ・セウ・ドゥルジェイの人口推移 1900－2010             |
|                                                         |
| 出典:INE（スペイン国立統計局）1900年 - 1991年、1996年 - |

## 姉妹都市
- ヴィルミュール＝シュル＝タルン、フランス
- インベイダ、西サハラ